# Epilachnini

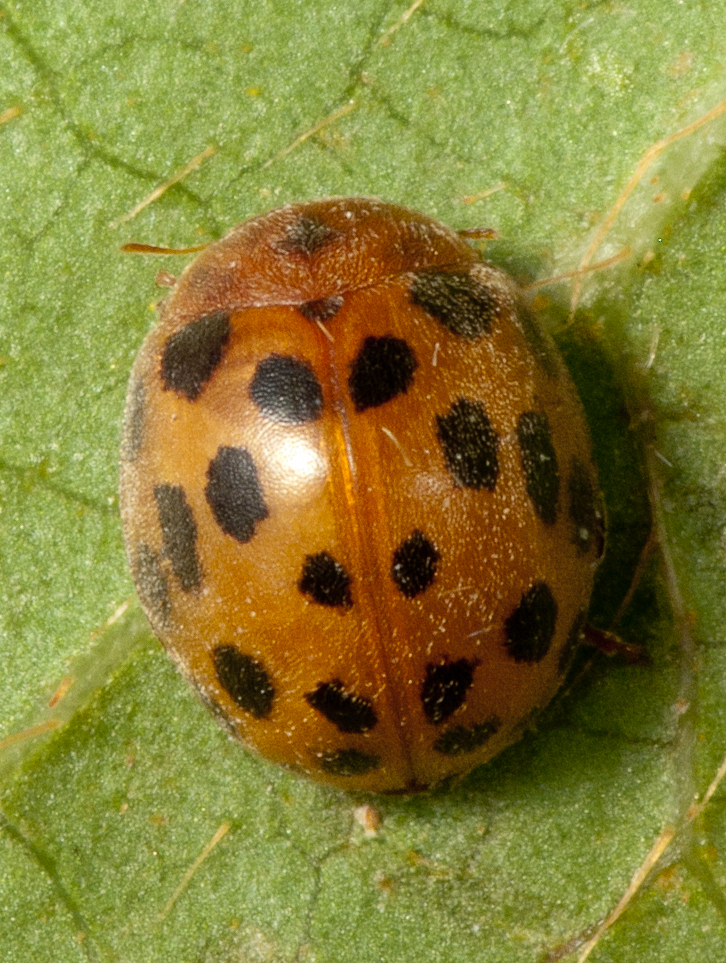
Vierundzwanzigpunkt-Marienkäfer (Subcoccinella vigintiquatuorpunctata)

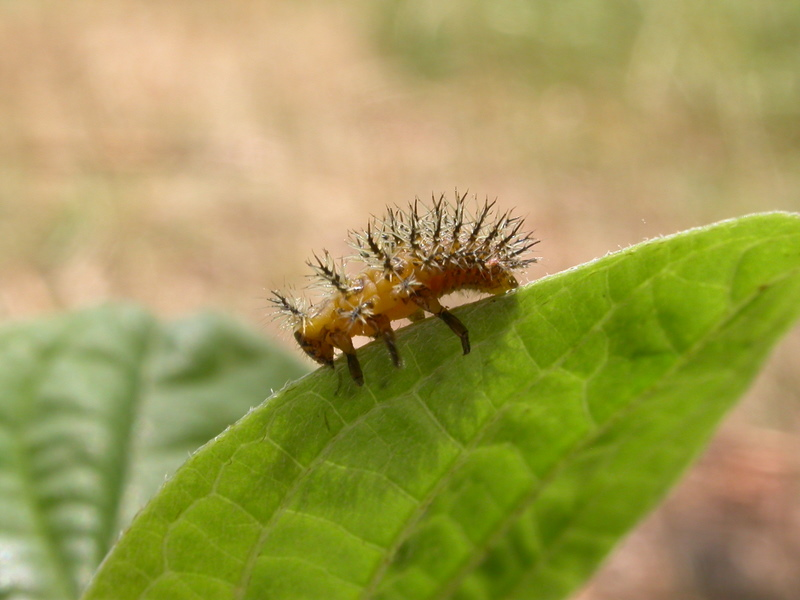
Larve des Zaunrüben-Marienkäfers (Henosepilachna argus)

Die Tribus Epilachnini ist eine Gruppe der Marienkäfer (Coccinellidae). Sie umfasst 23 Gattungen mit rund 1050 Arten weltweit. Früher bildete die Gruppe unter der Bezeichnung Epilachninae eine Unterfamilie der Marienkäfer. Nach einer Revision durch Adam Ślipiński aus dem Jahr 2007 sind jedoch nur noch zwei Unterfamilien für die Marienkäfer gültig, die Microweiseinae und die Coccinellinae. Die Epilachnini gehören zu den Coccinellinae.

## Merkmale
Bei den Arten der Epilachnini sind sowohl die Larven, als auch die Imagines Pflanzenfresser. Ihre Mundwerkzeuge weisen daher besondere Eigenheiten auf. Die Mandibeln haben gegen die Spitze zu mehrere kleine Zähnchen. Das Mentum, der basale Teil des Labiums (Unterlippe der Insekten), ist trapezförmig. Die Käfer sind kurz, aber dicht behaart.
In der Natur ist die Bestimmung der einzelnen Arten nicht schwierig, da die Käfer – wie beispielsweise auch viele Schmetterlingsarten – an bestimmte Nahrungspflanzen gebunden sind. Oft kann man sie auch noch leichter anhand der Merkmale der Larven identifizieren, die sich stark voneinander unterscheiden.

## Verbreitung
Die Epilachnini sind weltweit in den tropischen Zonen der Erde verbreitet, viele Arten kommen aber auch in gemäßigten Breiten vor, beispielsweise in Mitteleuropa.

## Taxonomie
Die Taxonomie der meisten ehemaligen Unterfamilien der Marienkäfer ist Gegenstand vieler phylogenetischer Untersuchungen. Es besteht kein Zweifel, dass alle zur Familie Coccinellidae gehören, die Gruppierung der einzelnen Unterfamilien oder Triben sowie die stammesgeschichtliche Beziehung der Gruppen zueinander sind weitgehend ungeklärt. Die Gattungen Epilachna und Henosepilachna bilden innerhalb der Epilachnini eine monophyletische Gruppe, die Gattung Solanophila wird nun zu Epilachna gezählt. Diese Gruppe steht an der Basis der Coccinellidae. Die Gattung Subcoccinella scheint mit der Gattung Rodolia eng verwandt zu sein, diese gehört aber zu den Coccidulini. Ihre Arten sind auch kein Pflanzenfresser wie die ihre Schwestergattung, sondern ernährt sich von Blattläusen. Dadurch zeigt sich, dass die spezifische Art der Ernährung nicht als Merkmal für die Verwandtschaft einzelner Gattungen angesehen werden kann, sondern innerhalb der Marienkäfer mehrmals in verschiedenen Gruppen entstanden ist. Die Form der Mundwerkzeuge wie sie für die Epilachnini festgestellt wurde, wäre dann kein ursprüngliches gemeinsames Merkmal, sondern das Ergebnis einer konvergenten Entwicklung auf der Basis einer ähnlichen Lebensweise.

## Ausgewählte Arten
- Mexikanischer Bohnenkäfer (Epilachna varivestis)
- Vierundzwanzigpunkt-Marienkäfer oder Luzerne-Marienkäfer (Subcoccinella vigintiquatuorpunctata )
- Zaunrüben-Marienkäfer (Henosepilachna argus)
- Gras-Marienkäfer (Cynegetis impunctata)
- Henosepilachna nativitatis